# گروه مالی سومیتومو میتسویی

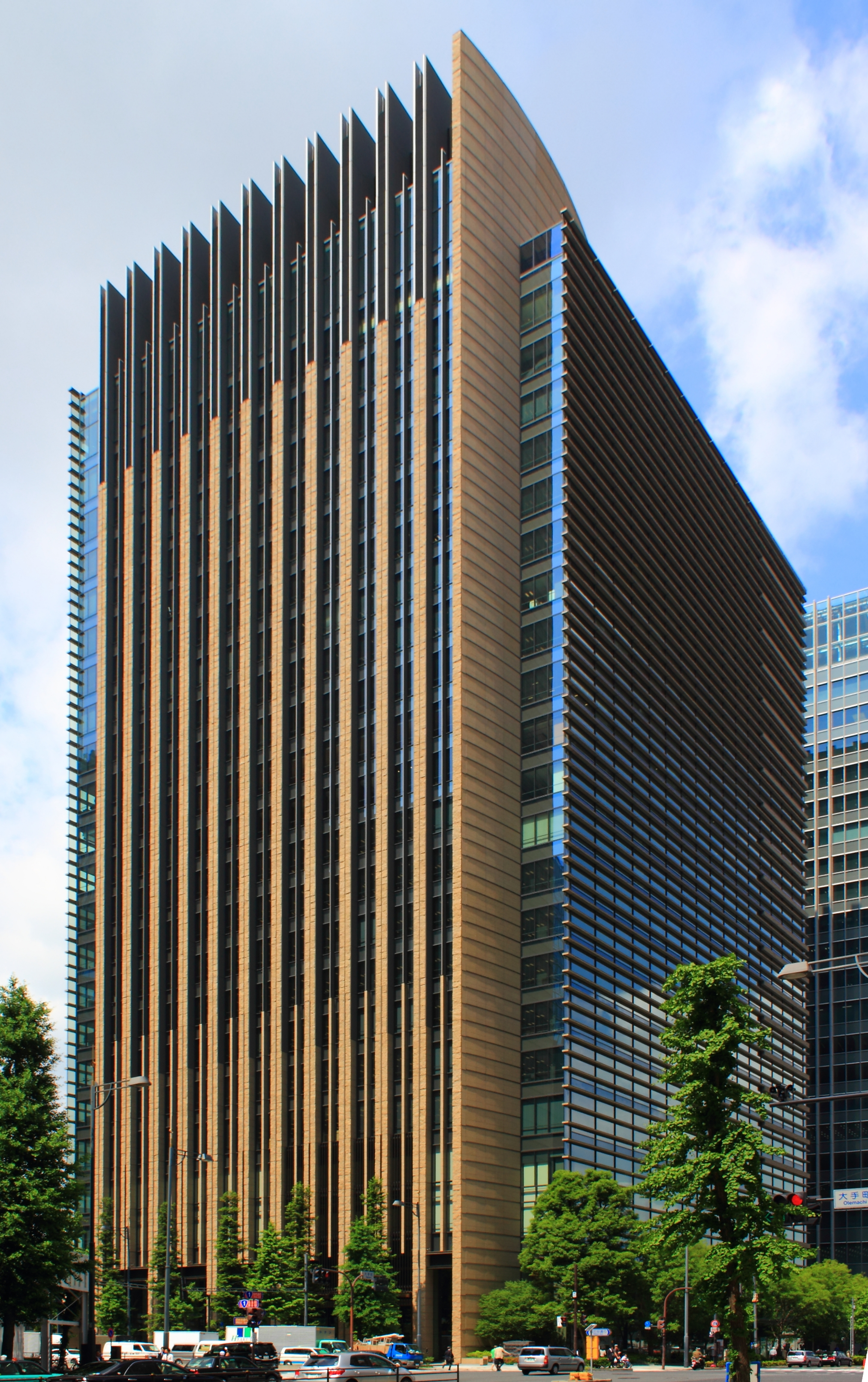
ساختمان مرکزی گروه مالی سومیتومو میتسویی، در چیودا، توکیو

گروه مالی سومیتومو میتسویی (به انگلیسی: Sumitomo Mitsui Financial Group) شرکت هلدینگ خدمات مالی و بانکداری ژاپنی است، که طیف وسیعی از خدمات بانکی شامل؛ بانکداری خرد و بانکداری شرکتی، بانکداری اختصاصی، بانکداری سرمایه‌گذاری و مدیریت سرمایه‌گذاری، وام مسکن و کارت‌های اعتباری را ارائه می‌کند.
گروه مالی سومیتومو میتسویی در سال ۲۰۰۲ تأسیس شد و در حال حاضر با دارایی بالغ بر ۱٫۸ تریلیون دلار، پس از گروه مالی میتسوبیشی یواف‌جی به‌عنوان دومین بانک بزرگ ژاپن شناخته می‌شود.
شعبه مرکزی این بانک در منطقه مارونواوچی، چیودای، شهر توکیو قرار دارد و بخشی از سهام آن در بازارهای بورس نیویورک، بورس توکیو، بورس ناگویا و بورس اوساکا معامله می‌شود. شرکت سومیتومو میتسویی در سال ۲۰۱۱ در فهرست فورچون جهانی ۵۰۰ در رتبه ۱۸۹ از بزرگترین شرکت‌های جهان قرار داشت.